# Lanová dráha Zadov – Churáňov
Lanová dráha Zadov–Churáňov je sedačková lanová dráha nacházející se v Zadově, části obce Stachy. Je součástí lyžařského areálu na Churáňově.
Technologie dráhy byla vyrobena v roce 1968 firmou Transporta. Samotná lanovka byla postavena v roce 1979, kdy byl na ní zahájen zkušební provoz; v běžném provozu je od roku 1980. V průběhu let byla částečně modernizována, v roce 2006 došlo k výměně dopravního lana. Vlastníkem dráhy je Česká unie sportu (dříve pod názvem Český svaz tělesné výchovy), která ji provozuje dosud, s výjimkou let 2011–2012, kdy byla pronajata obci Stachy.
Jedná se o jednosedačkovou dráhu o šikmé délce 906 m s převýšením 188 m a s 15 podpěrami, z toho dvěma tlačnými. Lanovka je v provozu pouze v zimní sezóně.